# Nanoscale and Microscale Thermophysical Engineering
Nanoscale and Microscale Thermophysical Engineering is een internationaal, aan collegiale toetsing onderworpen wetenschappelijk tijdschrift op het gebied van de natuurkunde.